# 尼娜·彼得罗芙娜·赫鲁晓娃
尼娜·彼得罗芙娜·庫卡爾丘克-赫鲁晓娃（1900年4月14日—1984年8月13日），婚前姓库卡尔丘克，乌克兰兰科人，是苏联共产党中央委员会第一书记及苏联部长会议主席尼基塔·谢尔盖耶维奇·赫鲁晓夫的妻子，双方1922年相识，但直到1965年赫鲁晓夫下台后才登记结婚。1959年随丈夫一同访美，会见德怀特·艾森豪威尔、玛米·艾森豪威尔夫妇。1964年和被软禁的丈夫一起居住在乡下隐居。

## 備注
1. ↑  俄語羅馬化：Nina Petrovna Kukharchuk-Khrushchyova
2. ↑  烏克蘭語羅馬化：Nina Petrivna Kukharchuk-Khrushchova